# Ardisia palustris
Ardisia palustris är en viveväxtart som beskrevs av Kai Larsen och C.M. Hu. Ardisia palustris ingår i släktet Ardisia och familjen viveväxter. Inga underarter finns listade i Catalogue of Life.